# Gabriela Mattmann
Gabriela Mattmann (* 22. März 1969 in Luzern) ist eine Schweizer Volkskundlerin.
Mattmann hat an der Universität Zürich Volkskunde, Deutsche Sprachwissenschaft und Publizistikwissenschaft studiert. Sie befasst sich vor allem mit der historischen und der gegenwärtigen Bedeutung von Vereinen für Mitglieder und Gemeinde sowie die sozialen und kulturellen Einzelaspekte des Vereinslebens. 
Gabriela Mattmann lebt und arbeitet als Diplombibliothekarin in Luzern.

## Publikationen
als Autorin
- Die Roten und die Schwarzen. Die Gemeinde Rain und ihre Musikvereine (Zürcher Beiträge zur Alltagskultur; Bd. 11). Universität Zürich 2002, ISBN 3-908784-00-X.

als Herausgeberin
- Gleichgesinnt. Der Verein, ein Zukunftsmodell (Katalog der gleichnamigen Ausstellung, Museum im Bellpark Kriens, 29. November 2003 bis 11. April 2004). Kontrast Edition, Zürich 2003, ISBN 3-906729-25-7 (zusammen mit Hilar Stadler).